# Malá Lhota (Lhoty u Potštejna)
Malá Lhota je malá vesnice, základní sídelní jednotka obce Lhoty u Potštejna v okrese Rychnov nad Kněžnou. Nachází se asi 4,4 km jihozápadně od městečka Potštejn. V roce 2017 zde bylo evidováno 66 adres. V roce 2011 zde trvale žilo 181 obyvatel.
Malá Lhota leží v katastrálním území Lhoty u Potštejna o výměře 5,71 km2.

## Historie
Obec Lhoty u Potštejna byla až do roku 1953 dělena na dvě samostatné obce. Malou a Velkou Lhotu. Malá Lhota se dříve jmenovala Lipanská Lhota, jejíž první zmínky se datují k 15. stol.

## Pamětihodnosti
- Horákův buk
- Poutní kostel Panny Marie Bolestné na vrchu Homole
- Bývalá cihelna

## Další fotografie

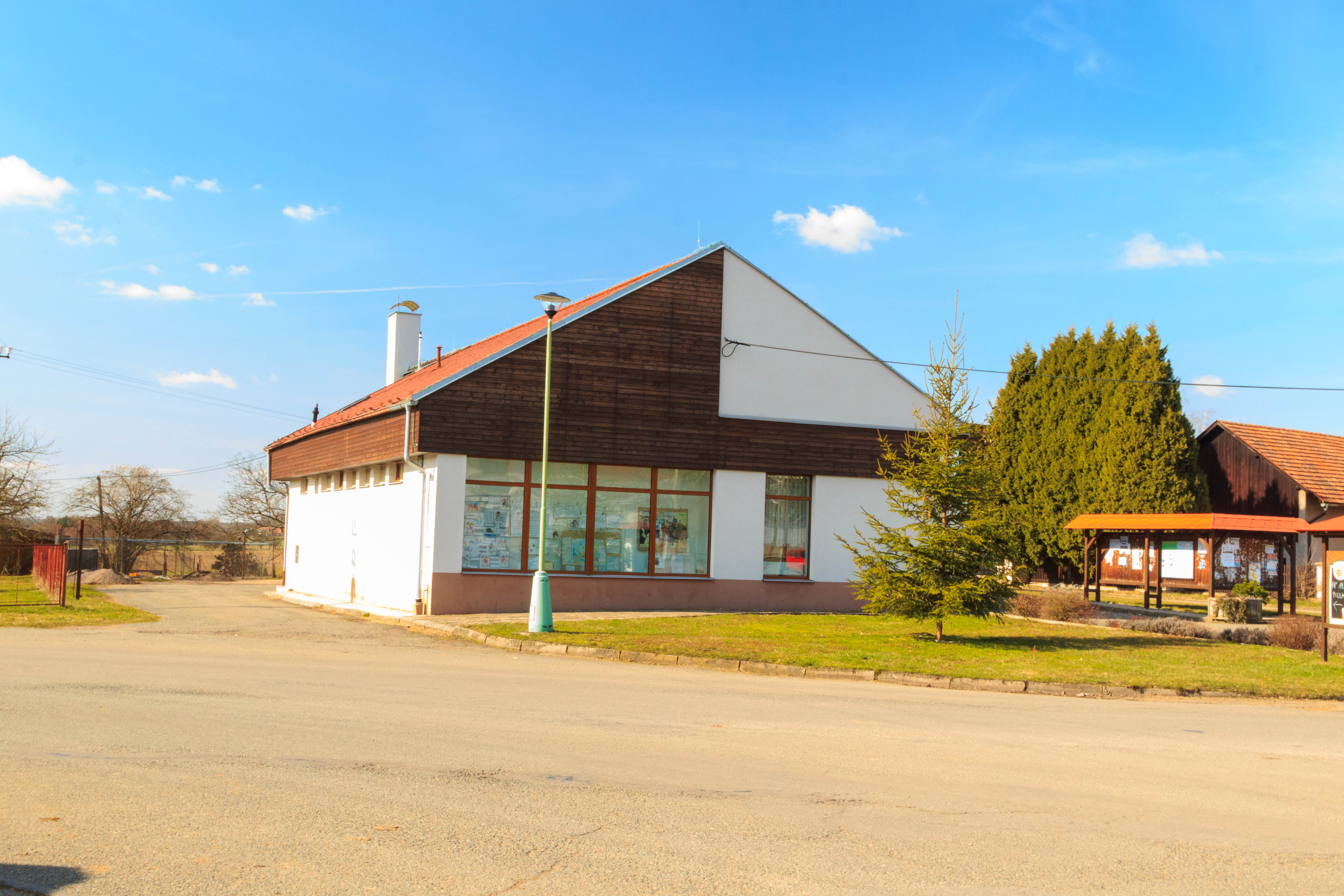
hospoda
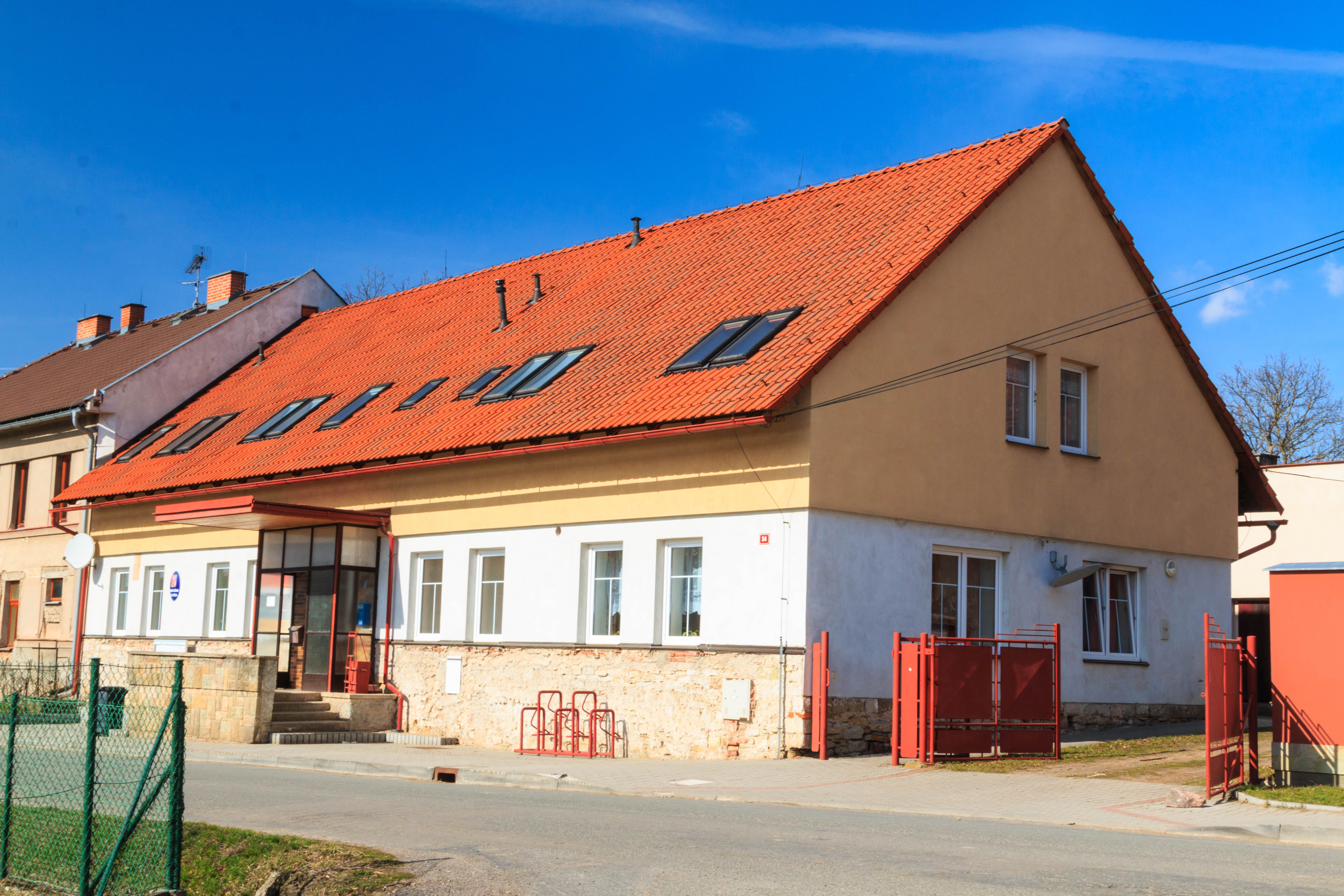
obecní úřad
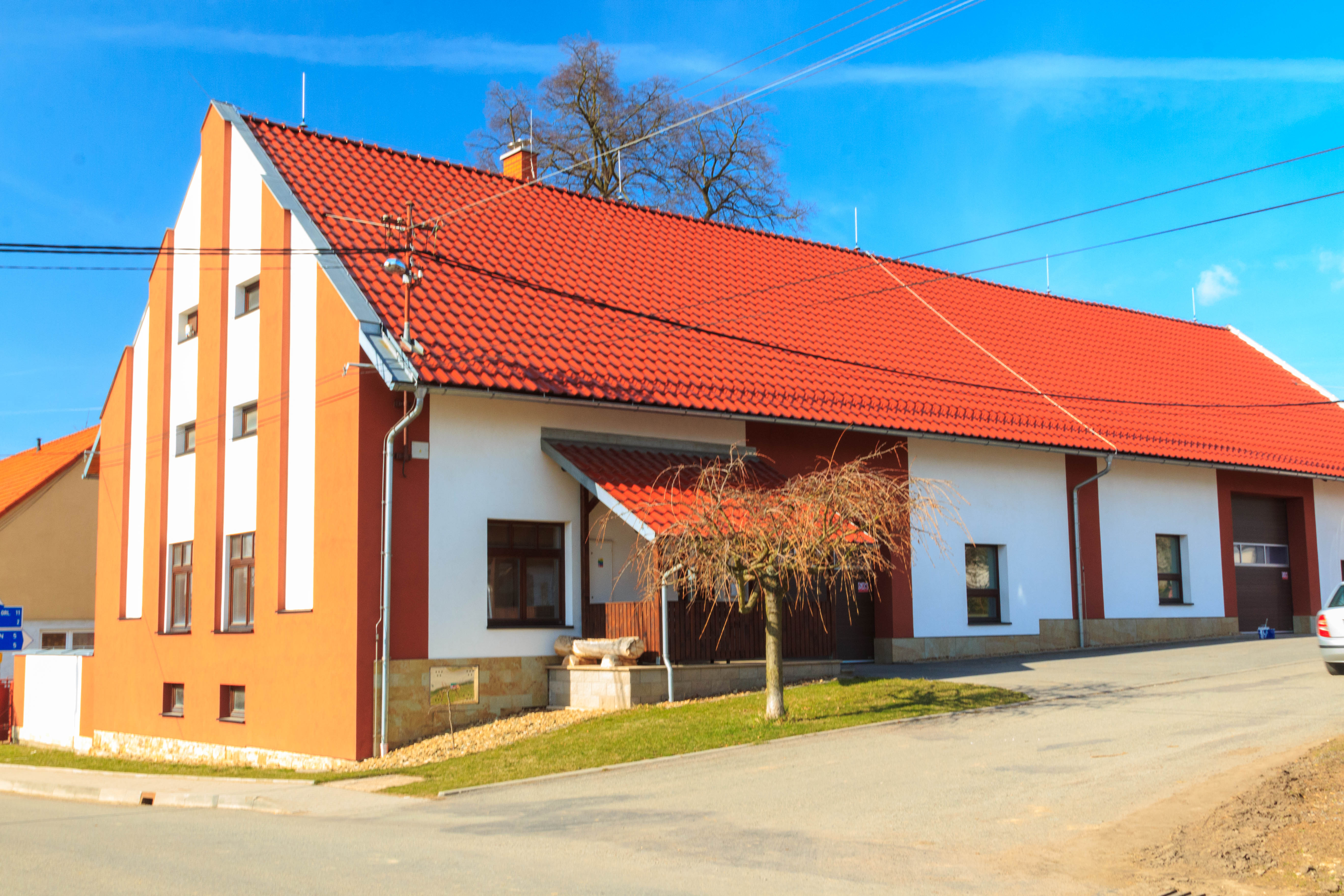
dům čp. 53
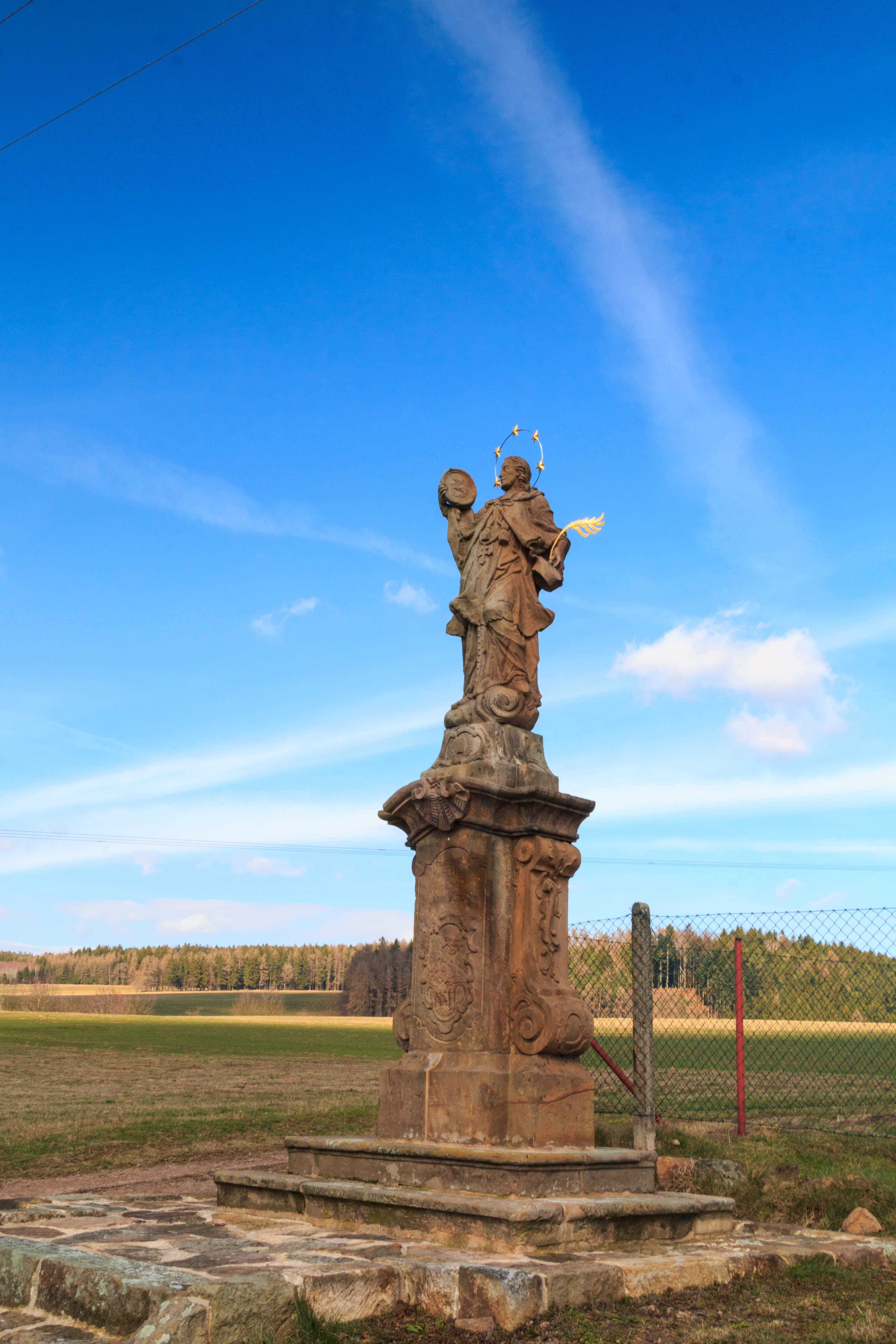
socha
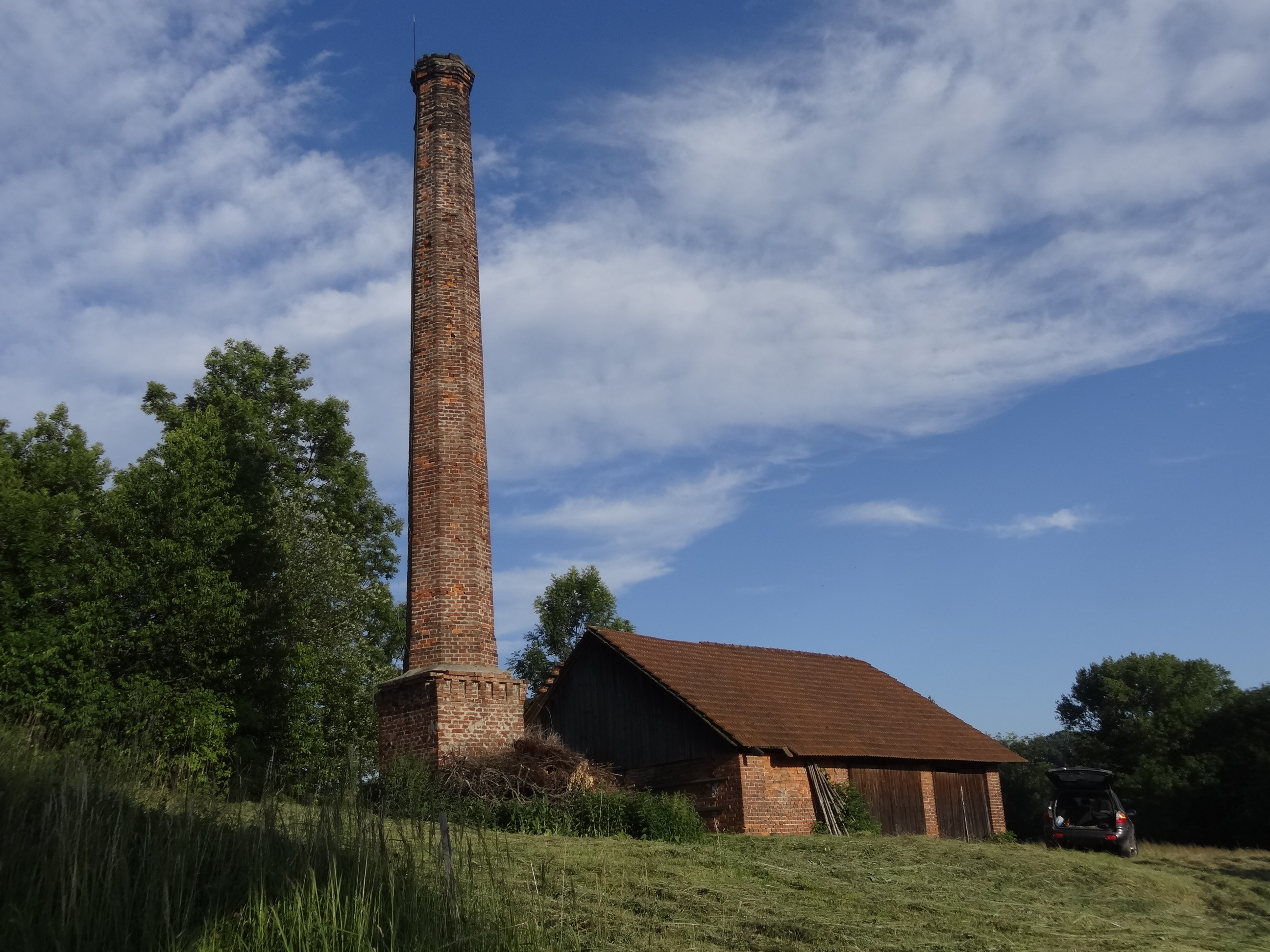
komín bývalé cihelny